# Leuto A. Pajunen

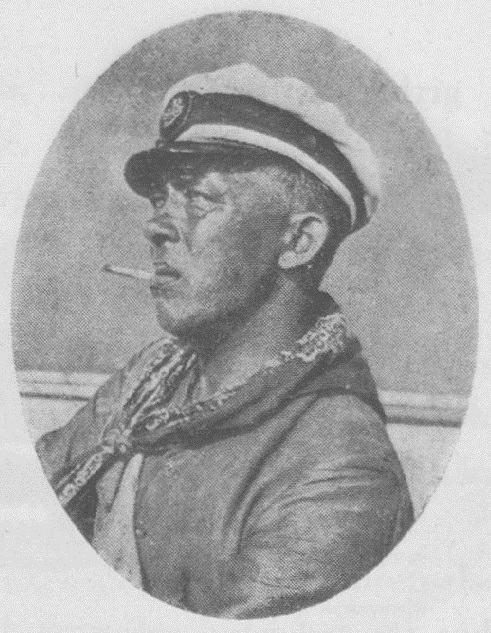
Leuto A. Pajunen.

Leuto Armas Pajunen, född 7 januari 1888 i Helsingfors, död 4 mars 1950, var en finländsk byggmästare.
Pajunen utbildades vid konstmuseet Ateneum 1904–1907 i Helsingfors och utexaminerades 1910 från Tekniska högskolan, men hade sedan 1902 arbetat som byggnadsillustratör. Även hans äldre bror Toivo Pajunen studerade vid Tekniska högskolan och verkade sedan som byggnadsmästare. Bröderna kom tidvis att samarbeta med diverse byggnadsprojekt. Pajunen uppförde huvudsakligen bostadshus för medelklassen och uppförde sammanlagt 29 bostadshus i Helsingforsområdet, varav de flesta i Främre Tölö.
Civilt var Pajunen välkänd som boxare, skidåkare, sångare, filmare och ryttare. Han var också känd som seglare och deltog med framgång i flera regattor. Som styrelseledamot i Suomalainen Pursiseura var Pajunen särskilt drivande i att engagera ungdomar i segelsporten.